# Bills, Bills, Bills
"Bills, Bills, Bills" é uma canção do girl group americano Destiny's Child para seu segundo álbum de estúdio The Writing's on the Wall (1999). Foi escrito por Beyoncé Knowles, LeToya Luckett, LaTavia Roberson, Kelly Rowland com Kandi Burruss do Xscape e Kevin "She'kspere" Briggs, e produzido por este último.
Lançado como o primeiro single do álbum em junho de 1999, a música deu ao quarteto seu primeiro sucesso na Billboard Hot 100. Um sucesso mundial, o single alcançou o top 10 na Bélgica, Canadá, Holanda e Reino Unido, e entrou no top 40 na maioria das paradas.
Aclamada pela crítica, a música foi nomeada a Best R&B Performance by a Duo or Group with Vocals e Best R&B Song no Grammy Awards de 2000. O videoclipe de "Bills, Bills, Bills", dirigido por Darren Grant, foi filmado em um salão de beleza como uma homenagem à mãe de Beyoncé, Tina.

## Respostas
Sporty Thievz, o mesmo grupo que escreveu "No Pigeons" como resposta a o single "No Scrubs" do TLC, também escreveu uma resposta a "Bill, Bills, Bills", intitulada "No Billz (Why, Why, Why)". Sporty Thievz também foi destaque em "I Can not Go For That", um remix de Bills, Bills, Bills com novas letras, produzido pelo Trackmasters, juntamente com uma rapper chamada Jazz. Em 2015, a banda de rock de Nova York, They Might Be Giants, gravou uma versão cover.
A canção foi executada também acappella pelo grupo ficcional de Dalton Academy Warblers na série de televisão musical americana Glee no décimo primeiro episódio da segunda temporada, intitulado A Sue Sylvester Shuffle.

## Videoclipe

As integrantes do grupo no videoclipe de "Bills, Bills, Bills".

O videoclipe para o single foi dirigido por Darren Grant, e está situado em um salão de beleza, uma homenagem à mãe da integrante Beyoncé, Tina Knowles, estilista e proprietária de um dos salões de beleza, mais populares em Houston. As meninas desempenham o papel de quatro cabeleireiras, que falam contra seus próprios filhos enquanto trabalham os penteados de suas clientes. O vídeo abre com a porta da frente, na sala de estar e fecha com a câmara que sai do recinto a partir da mesma entrada, a porta se fecha. Antes da música começar, há um pequeno palco onde Beyoncé briga com o namorado, que roubou seu dinheiro. A sala tem paredes brancas e decoração cor de rosa, e tem um grande buraco no meio onde outros clientes entram para marcar os cortes. Em outra cena, as cantoras, aparecem em uma grande sala escura, onde existem alguns nichos onde as meninas estão trancadas, representando defeitos típicos do sexo masculino através de suas atitudes e placas que definem o seu caráter: bom para nada, sem dinheiro, perdedor etc. Na terceira e última cena as meninas, em vestes azuis metálicos acanhado, executando uma dança, em um fundo grande com paredes de vidro. Na principal cena que se passa na sala de estar, as cantoras dançam, usando vestes típica de cabeleireiras. De repente, entra também uma drag queen, que joga sua peruca, queixando-se da loja e do trabalho das garotas. O vestuário e a aparência das 4 meninas é bastante forte: na cena do salão o quarteto estão usando vestidos rosa e roupas brancas para combinar com a decoração do quarto, enquanto a cena dos garotos na janela, usando uma roupa listrada.

## Performance comercial
Nos Estados Unidos, "Bills, Bills, Bills" estreou no número 84 no Billboard Hot 100 e subiu para o número 1 cinco semanas depois, destronando o single de estreia "If You Had My Love" de Jennifer Lopez, do primeiro lugar onde ele havia permanecido por um mês. Foi a primeira canção do Destiny's Child, que atingiu o número um no Hot 100. "Bills, Bills, Bills" também alcançou o número um no Hot R&B/Hip-Hop Singles & Tracks por nove semanas consecutivas, tornando-se um dos mais longos singles número um correndo no gráfico e mais semanas no ano de 1999. Foi também o nono single mais vendido do ano nos EUA. No Reino Unido, "Bills, Bills, Bills" chegou ao número seis e conseguiu vender mais de 165.000 cópias.